# AutoPC
El AutoPC es un PC integrado y exclusivo para los automóviles, desarrollado por el gigante informático Microsoft y la empresa nipona de car audio Clarion
El ordenador utiliza un procesador Hitachi SH3 en un Windows CE. El aparato consta de una pantalla LCD desplegable que muestra gráficamente información del navegador, aparte de otro software como programas de reconocimiento de voz. También incluye un reproductor de mp3, lector de CD y de tarjetas CompactFlash.
Más tarde, el producto se rebautizó con el nombre de Joyride y se actualizó añadiendo un sistema de navegación con GPS y un giroscopio para el sistema de guía inercial.